# Stare de șoc (film)
Stare de șoc (în engleză Fearless) este un film dramatic american din 1993 regizat de Peter Weir cu Jeff Bridges, Isabella Rossellini, Rosie Perez⁠(d) și John Turturro în rolurile principale. Scenariul a fost redactat de Rafael Yglesias⁠(d) în baza romanului publicat sub același nume.
Rosie Perez a fost nominalizată la premiul Oscar pentru cea mai bună actriță în rol secundar pentru interpretarea sa. Filmul a fost rulat în cadrul celei de-a 44-a ediție a Festivalului Internațional de Film de la Berlin⁠(d). Rolul lui Jeff Bridges este considerat drept unul dintre cele mai bune ale carierei sale. Coloana sonoră a filmului conține o parte din Simfonia nr. 3⁠(d) de Henryk Górecki sub numele de Simfonia melodiilor întristate. Redactarea scenariului a fost influențată de un accident rutier în care Yglesias a fost implicat. Acesta a început să-l scrie după ce a citit despre prăbușirea zborului 232 al United Airlines⁠(d) în Sioux City, Iowa în 1989.

## Intriga
Max Klein supraviețuiește unui accident aviatic⁠(d). În timp ce avionul pierde altitudine, Max rămâne - în mod bizar - calm. Starea sa o influențează pe cea a celorlalți pasageri care încep să se liniștească. Acesta stă lângă Byron Hummel, un copil care călătorește singur. Însoțitoarele de zbor zburdă prin cabina pasagerilor și îi spun unui alt pasager, Carla Rodrigo, care călătorește cu un sugar, să-l țină în poală, iar celorlalți să-și pună centurile de siguranță. Max îi povestea partenerului său de afaceri, Jeff Gordon, despre aviofobia sa chiar în timp ce avionul decola.
În urma accidentului, majoritatea pasagerilor și-au pierdut viața. Puținii supraviețuitori sunt grav răniți. Haosul domină locul prăbușirii, plin cu personal al serviciilor de urgență. O echipă de investigatori ai Administrației Federale a Aviației⁠(d) (FAA) și ai companiei aeriene efectuează interviuri cu supraviețuitorii. Max este revoltat de întreaga situație și de faptul că investigatorii vor să îl intervieveze.
Max închiriază o mașină și pornește spre casă. Pe drum o întâlnește pe Alison, o fostă iubită din liceu. Cei doi s-au văzut ultima dată acum 20 de ani. La restaurant, Alison observă că Max mănâncă o căpșună, deși este alergic. Acesta rânjește și consumă întreaga căpșună fără să aibă o reacție alergică. A doua zi dimineața este abordare de investigatori ai FBI. Aceștia privesc cu suspiciune decizia sa de a nu-și contacta familia. Reprezentanții companiei aeriene îi oferă bilete de tren. Max cere însă bilete de avion deoarece nu mai suferă de aerofobie. Pe zborul către casă este așezat lângă doctorul Bill Perlman, psihiatrul companiei.
Dr. Perlman îl urmărește pe Max până acasă și îl îndeamnă să-i ofere informații despre accident. Acesta izbucnește în încercarea de a-l alunga pe psihiatru. Laura Klein, soția lui Max, observă comportamentul său ciudat. Max pare diferit, schimbat. Nan Gordon, soția partenerului său de afaceri, îl întreabă despre ultimele sale momente. Max îi spune că Jeff a murit în accident.
Mass-media îl numește pe Max „bunul samaritean”. Byron, băiatul lângă care s-a așezat Max, îi mulțumește public în interviuri televizate pentru modul în care i-a consolat pe pasageri în timp ce avionul se prăbușea. Max este un erou.
Acesta evită presa și se înstrăinează de Laura și de fiul său Jonah. Personalitatea sa a suferit schimbări radicale. Este obsedat de noul său weltanschauung ca urmare a experienței sale aproape de moarte. Începe să deseneze imagini abstracte ale accidentului. Deoarece nu a suferit răni, acesta se consideră invulnerabil. Din acest motiv, Dr. Perlman îl încurajează pe Max să o întâlnească pe Carla Rodrigo, o altă supraviețuitoare. Carla suferă de sindromul supraviețuitorului⁠(d) și este traumatizată de faptul că și-a scăpat din brațe sugarul în timpul prăbușirii, deși a urmat instrucțiunile însoțitoarei de zbor. Max și Carla dezvoltă o relație de prietenie. Acesta o ajută să-și depășească trauma și să scape de sentimentul de vinovăție când produce un accident voluntar ca să-i demonstreze că este fizic imposibil pentru orice persoană să poată ține ceva în brațe din cauza impulsului.
Avocatul Steven Brillstein îl încurajează pe Max să-și exagereze mărturia cu scopul de a obține mai mulți bani de la compania aeriană. Max acceptă cu reticență când i se aduce la cunoștință situația financiară a văduvei lui Jeff. Conflictul interior⁠(d) îi provoacă acestuia un atac de panică. Fuge din birou direct pe acoperișul clădirii și urcă pe marginea sa de unde privește străzile până se calmează. Soția sa Laura îl găsește pe marginea acoperișului.
Brillstein ajunge la casa familiei Klein pentru a sărbători oferta companiei aeriene. Acesta aduce un coș cu fructe. Max mănâncă o căpșună și de data aceasta suferă o reacție alergică. Este resuscitat de Laura și supraviețuiește. Ca urmare a acestei experiențe, Max se reatașează de familia sa, de lume și de o nouă șansă la viață.

## Distribuție
- Jeff Bridges - Max Klein
- Isabella Rossellini - Laura Klein
- Rosie Perez⁠(d) - Carla Rodrigo
- Tom Hulce - Steven Brillstein
- John Turturro - Dr. Bill Perlman
- Benicio del Toro - Manny Rodrigo
- Deirdre O'Connell⁠(d) - Nan Gordon
- John de Lancie - Jeff Gordon
- Debra Monk⁠(d) - Alison
- William Newman⁠(d) - bătrânul